# Esben Kjær
Esben Kjær en en dansk radiovært, redaktør, korrespondent, embedsmand, forfatter og foredragsholder.
Han var vært på det ugentlige radioprogram Bagklog på P1.
Kjær har en uddannelse som cand.scient.pol. samt en MA i journalistik.
Før sin journalistiske karriere var han ansat som fuldmægtig i Finansministeriet og stagiaire i EU-kommissionen i Bruxelles.
Som forfatter har Kjær udgivet "Min usynlige søn" i 2016 og "Døden – en overlevelsesguide" i 2019.
Sammen med Kirsten Stendevad udgav han "Den nye Karrierefar" i 2005.
Derudover har han leveret bidrag til "Giv sorgen ord. Sorgkultur i forandring".